# أنطوان اتوري
أنطوان اتوري (بالإنجليزية: Antoine Latorre)‏ مواليد 1 أغسطس 1915 في بوردو - الوفاة 12 يونيو 2001 في بوردو، كان دراج فرنسي.

## روابط خارجية
- أنطوان اتوري على موقع أرشيف الدراجات (الإنجليزية)
- أنطوان اتوري على موقع إحصائيات الدراجات الإحترافية (الإنجليزية)